# André Krüger (Footballspieler)
André Krüger (* 24. Februar 1979; † 2021) war ein deutscher Footballspieler.

## Laufbahn
Krüger spielte beim Nachwuchs der Berlin Adler, mit der deutschen Junioren-Nationalmannschaft wurde er 1998 Europameister. Er spielte dann für die Herrenmannschaft der Adler in der höchsten deutschen Spielklasse GFL. Im Spieljahr 2004 stand er in Diensten der Dresden Monarchs sowie danach von 2005 bis Mai 2009 bei den Braunschweig Lions. Mit den Braunschweigern gewann der 1,85 Meter große Linebacker 2005, 2006, 2007 und 2008 die deutsche Meisterschaft. Ende Mai 2009 wurde er wegen eines Dopingvergehens aus Braunschweigs Aufgebot gestrichen, das Gericht des American Football Verbandes Deutschland sprach eine einjährige Sperre gegen Krüger aus, da in einer von ihm abgegebenen Dopingprobe der verbotene Stoff THC gefunden worden war. Seine Sperre lief bis Ende Mai 2010, anschließend spielte Krüger wieder für die Dresden Monarchs. 2013 wurde er mit Dresden deutscher Vizemeister.

### Nationalmannschaft
2005 wurde er mit der deutschen Nationalmannschaft Sieger der World Games und 2007 Weltmeisterschaftsdritter.